# Clarence Bourque
Pour les articles homonymes, voir Bourque.
Clarence J. Bourque (28 mars 1918-11 septembre 2008) était un médecin et un homme politique canadien.

## Biographie
Clarence J. Bourque est né le 28 mars 1918 à Edmundston, au Nouveau-Brunswick. Son père est J.B. Bourque et sa mère est Arzelie Arsenault. Après avoir fréquenté l'école à Edmundston, il étudie au Collège Sacré-Cœur de Bathurst, au Collège Saint-Joseph de Memramcook puis à l'Université Laval de Québec. Il épouse Françoise Gagnon le 31 octobre 1945 et le couple a deux enfants.
Il est député de Madawaska à l'Assemblée législative du Nouveau-Brunswick de 1948 à 1952 en tant que libéral.